# Pristimantis vilarsi
Pristimantis vilarsi es una especie de anfibio anuro de la familia Craugastoridae.

## Distribución
Esta especie habita entre los 100 y 1230 m de altitud en la cuenca superior de la Amazonía:
- en Perú en la región de Loreto;
- en el este de Colombia;
- en el sur de Venezuela;
- en Brasil en los estados de Amazonas y Roraima.[4]

Su presencia es incierta en Guyana.

## Taxonomía
Pristimantis stegolepis Schlüter & Rödder, 2007 fue sinonimizada con Pristimantis vilarsi por Kok & Barrio-Amorós en 2013.

## Etimología
Esta especie lleva el nombre en honor a Arthur Vilars.

## Publicación original
- Melin, 1941 : Contributions to the knowledge of the Amphibia of South America. Göteborgs Kungliga Vetenskaps och Vitter-Hets Samhalles Handlingar, vol. 88, p. 1–71[5]